# Røde Port (Flensborg)
Den Røde Port (egentlig Rude Port) var en byport i Flensborg. Porten blev opført omkring 1350 ved den sydgående udfaldsvej til Slesvig og Husum i umiddelbar nærhed af byens kloster. Den fik navnet efter den nærliggende rydning og bymark Rude. I begyndelsen af 1600-tallet blev porten ombygget. I 1727 fik portens tårn et solur og på facaden blev der anbragt et monogram af Frederik 4.. I 1725 fik porten let svungne gavle. Den Røde Port rådede over en kælder med fem hvælvinger og tre små boliger. I 1874 blev porten nedrevet af trafiktekniske grunde. 
Det var især bønder fra omegnen, som var nødt til at handle på Søndertorvet, som benyttede porten. Heste og kvæg blev sat til græsning på byens fælles jord uden for porten (bymark). Derom minder dag i dag gadenvanet Ved Hestevand (på tysk Am Pferdewasser). Vandmøllerne ved mølledammene uden for porten blev kaldt for de røde møller.
Den Røde Port nævntes allerede i Flensborgs ældste jordebog fra 1436. Den var sammen med de andre byporte en del af Flensborg bybefæstningen.
Porten stod i Røde Gade ved de nuværende husnumre 23 og 38.